# Projeção ortogonal

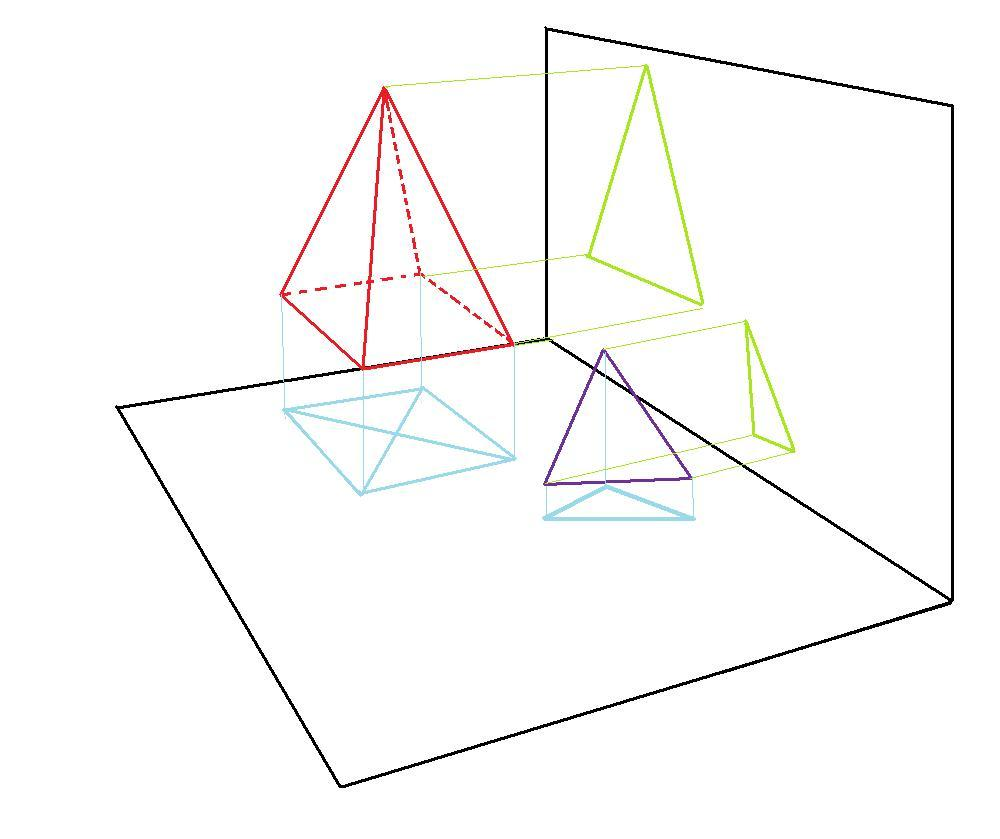
Projeção ortogonal de uma pirâmide e um triângulo sobre dois planos.

Em geometria, uma projeção ortogonal é uma representação num hiperplano de k dimensões de um objeto que tem n dimensões, considerando k < n. 
Uma projetantes é obtida intersectando rectas (ou planos), contendo cada ponto do objecto, perpendiculares (ortogonais) ao hiperplano de representação, com este.
Estas rectas, chamadas projetantes ou raios visuais, funcionam como raios de sol para projetar os vértices do objecto sobre os planos de projeção. 
Este tipo de projeção é bastante utilizado em cartografia e como técnica de análise em algumas disciplinas de geologia como a geologia estrutural.
Esta projeção também é utilizada na representação das vistas ortogonais de um desenho técnico mecânico.